# Helena Vildová
Helena Vildová (* 19. března 1972) je bývalá česká a československá profesionální tenistka. Ve své kariéře na okruhu WTA Tour vyhrála dva turnaje ve čtyřhře a třikrát se probojovala do finále deblu.
Na žebříčku WTA byla nejvýše ve dvouhře klasifikována v lednu 1996 na  188. místě a ve čtyřhře pak v listopadu 1997 na 39. místě.

## Finálové účasti na turnajích WTA Tour

### Čtyřhra: 6 (3–3)
| Legenda           |   |
| Grand Slam        | 0 |
| WTA Championships | 0 |
| Tier I            | 0 |
| Tier II           | 0 |
| Tier III          | 1 |
| Tier IV & V       | 2 |

#### Vítězka (3)
| Č. | Datum             | Turnaj                      | Povrch | Spoluhráčka      | Finalistky                          | Výsledek |
| 1. | 16. června 1997   | Heineken Trophy Rosmalen    | tráva  | Eva Melicharová  | Karina Habšudová Florencia Labatová | 6–3, 7–6 |
| 2. | 28. července 1997 | Styria Open Maria Lankowitz | antuka | Eva Melicharová  | Radka Bobková Wiltrud Probstová     | 6–2, 6–2 |
| 3. | 27. července 1998 | Prokom Polish Open Sopoty   | antuka | Květa Peschkeová | Åsa Svenssonová Seda Noorlanderová  | 6–3, 6–2 |

#### Finalistka (3)
| Č. | Datum             | Turnaj                          | Povrch      | Spoluhráčka      | Vítězky                                | Výsledek      |
| 1. | 3. února 1997     | EA-Generali Austrian Open Linec | koberec     | Eva Melicharová  | Alexandra Fusaiová Nathalie Tauziatová | 4–6, 6–3, 6–1 |
| 2. | 14. července 1997 | Škoda Czech Open Praha          | antuka      | Eva Martincová   | Ruxandra Dragomirová Karina Habšudová  | 6–1, 5–7, 6–2 |
| 3. | 8. února 1999     | Nokia Cup Prostějov             | koberec (h) | Květa Peschkeová | Alexandra Fusaiová Nathalie Tauziatová | 3–6, 6–2, 6–1 |

## Umístění na žebříčku WTA ve dvouhře (konec roku)
| Rok    | 1990 | 1991   | 1992   | 1993   | 1994   | 1995   | 1996   | 1997   | 1998   | 1999   | 2000   |
| Pořadí | 495. | ▲ 337. | ▼ 409. | ▼ 481. | ▲ 281. | ▲ 200. | ▼ 311. | ▼ 359. | ▼ 693. | ▼ 867. | ▲ 604. |